# Franco Quarleri
Franco Quarleri (Voghera, 6 marzo 1920 – Voghera, 26 aprile 1945) è stato un militare e partigiano italiano.
Sottotenente di complemento del Regio Esercito durante la seconda guerra mondiale, dopo la firma dell'armistizio dell'8 settembre 1943 aderì alle formazioni partigiane operanti nell'Oltrepò Pavese. Fu decorato con la medaglia d'oro al valor militare alla memoria.

## Biografia
Nacque a Voghera il 6 marzo 1920, figlio di Giuseppe e Emilia Ragni. Frequentò la facoltà di economia e commercio dell'Università di Genova, ma dopo  l'entrata in guerra dell'Italia, nel mese di agosto iniziò a frequentare la Scuola Allievi Ufficiali di Spoleto. Con il grado di sottotenente di complemento della sussistenza prese parte alla Campagna di Russia, da cui rientrò in Patria nel mese di maggio del 1943. Assegnato al deposito di Gricignano, nei pressi di Caserta, dopo la firma dell'armistizio dell'8 settembre iniziò a collaborare con il Comitato Liberazione Nazionale di Voghera.
Nel novembre 1943 fu nominato ispettore delle formazioni partigiane "Giustizia e Libertà" operanti nell'Oltrepò Pavese, partecipando a diverse azioni belliche.
Verso la fine del mese di febbraio 1945 divenne vicecomandante della 2ª Divisione G.L. "Masia", operante nell'Oltrepo e in Val Trebbia. Cadde in un combattimento contro i fascisti nei pressi del sottopassaggio ferroviario  del Rondò "Carducci", durante le ultime fasi della liberazione di Voghera, il 26 aprile 1945.  Alla sua memoria fu decretata la concessione della Medaglia d'oro al valor militare, mentre l'Università di Genova gli ha conferito la laurea "ad honorem". La città di Voghera gli ha intitolato una piazza, mentre a Sesto Fiorentino gli è stata intitolata una caserma.

### Annotazioni
1. ↑  Le forze della GNR erano al comando di Arnaldo Romanzi, e oltre a Quarleri morì in quello scontro un comune cittadino.
2. ↑  Una lapide, posta presso il sottopassaggio ferroviario di Voghera, dove è avvenuto l'ultimo scontro con i repubblichini, ricorda il giovane partigiano.

### Fonti
1. ↑  Registrato alla Corte dei Conti l'11 settembre 1950, Presidenza registro 43, foglio 116.